# Cortes de Navarra

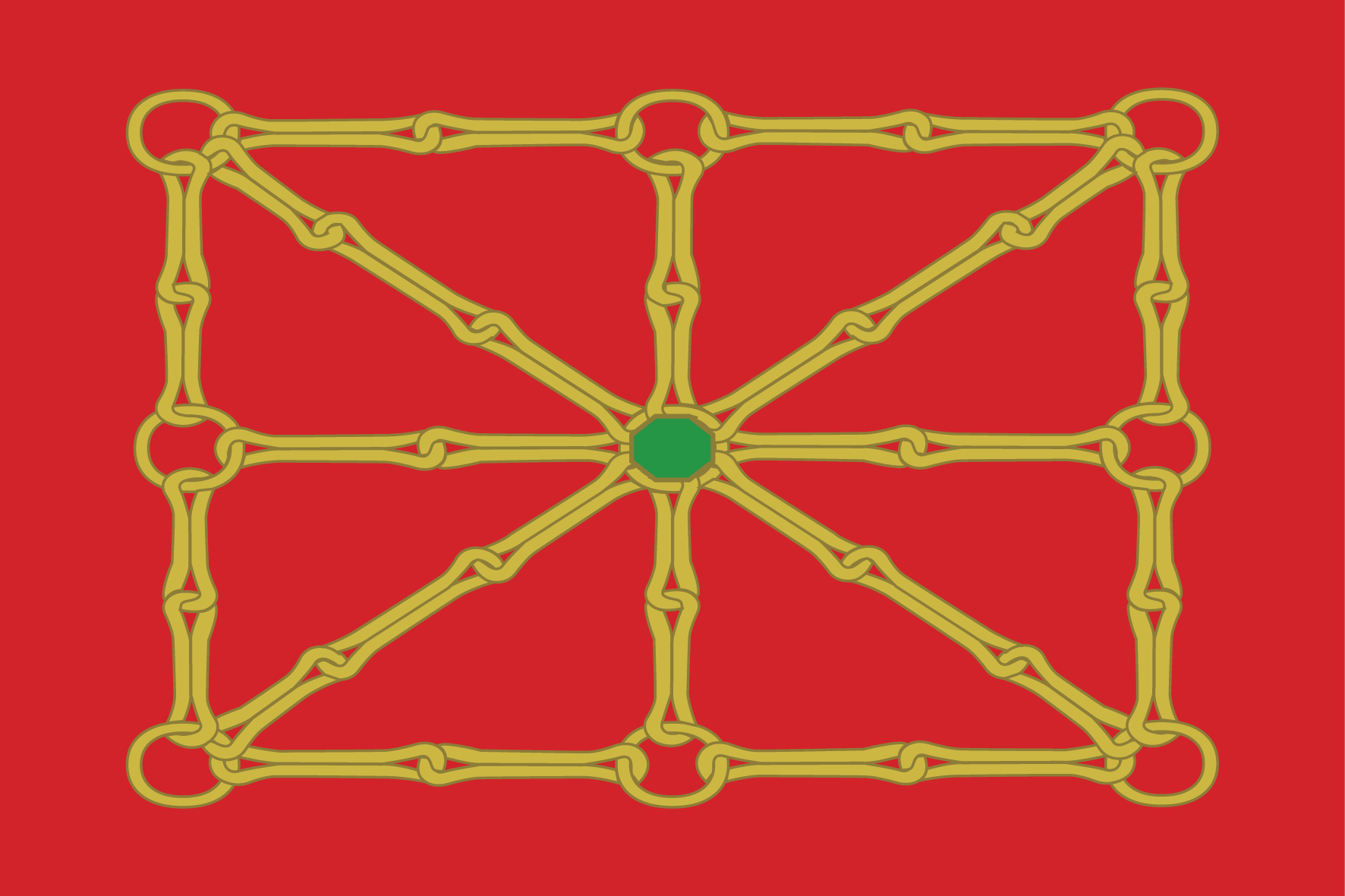
Estandarte dos reis de Navarra desde 1212

Bandeira de Navarra na actualidade

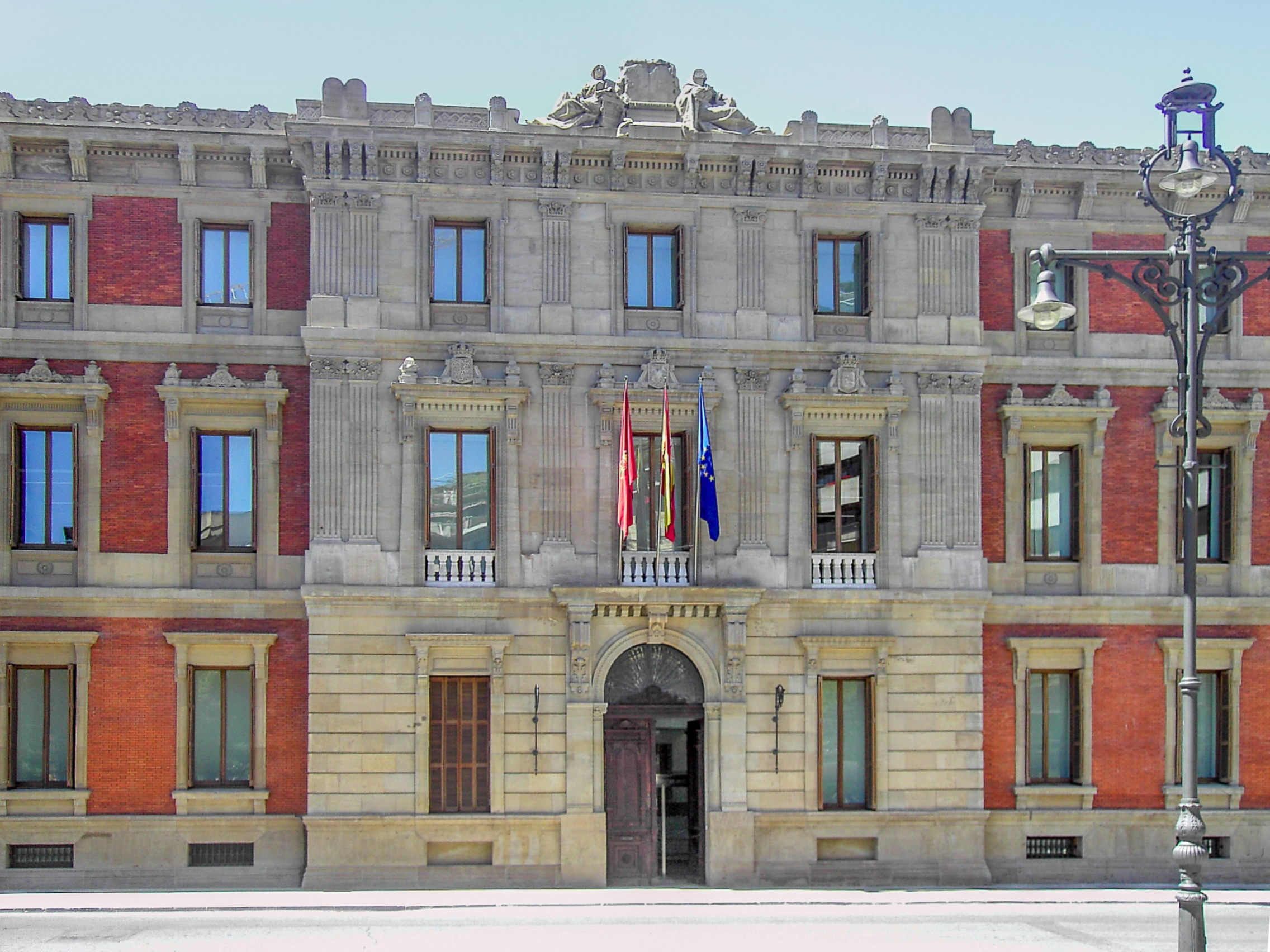
Actual Parlamento de Navarra, em Pamplona

As Cortes de Navarra também denominadas os Três Estados, foram uma instituição do Reino de Navarra que se estabeleceu com Sancho VII, o Forte e que se manteria até 1841, quando Navarra deixou de ser reino com a Lei de Modificação de Foros de Navarra, desaparecendo em conjunto com a maior parte das suas instituições. 
Em 1979 durante a transição espanhola estabeleceu-se o Parlamento de Navarra como entidade de representação eleita prévia à autonomia; em 1982 com a Lei Orgânica de Reintegração e melhoria do Regime Foral de Navarra regulamentou-se a sua composição e as suas atribuições actuais. O Parlamento tem como segunda denominação Cortes de Navarra.